# Justin Onyejiaka
Chukwuemeka Justin Onyejiaka (* 6. Juni 2004) ist ein deutscher Basketballspieler.

## Laufbahn
Onyejiaka spielte in der Jugendabteilung des BBC Osnabrück und wechselte dann zur Vechtaer-Quakenbrücker Spielgemeinschaft in die Jugend-Basketball-Bundesliga (JBBL). In der Saison 2019/20 wurde Onyejiaka als bester JBBL-Spieler ausgezeichnet. Onyejiaka wurde Leistungsträger der zweiten Herrenmannschaft des SC Rasta Vechta in der 1. Regionalliga und in der Saison 2021/22 erstmals in Vechtas Zweitligamannschaft eingesetzt.
Im Sommer 2022 wechselte er zum Bundesligisten Skyliners Frankfurt. 2023 stieg die Mannschaft die Mannschaft aus der höchsten deutschen Spielklasse ab und 2024 wieder auf. Onyejiaka ging im Sommer 2024 nach Vechta zurück. Wegen einer Verletzung brachte er es während der Saison 2024/25 nur auf neun Zweitligaeinsätze für Vechta II.
Im Juli 2025 gab Zweitligaaufsteiger RheinStars Köln Onyejiakas Verpflichtung bekannt.

### Nationalmannschaft
Nachdem er im Aufgebot der deutschen U16-Nationalmannschaft gestanden hatte, bestritt Onyejiaka im Sommer 2021 Länderspiele für die U18-Nationalmannschaft. Im Sommer 2023 und im Sommer 2024 war er Teilnehmer der U20-Europameisterschaft.